# 朱少连

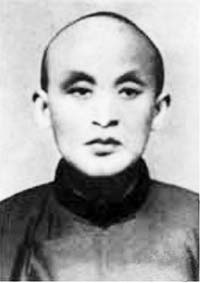
朱少连

朱少连（1887年—1929年1月8日），字汉英，中国湖南衡阳人，中国工人运动活动家，中国共产党早期领导人。

## 生平
朱少连早年就读于湖北铁路学校。1912年毕业后，他到株萍铁路实习，曾任火车司机。1921年，他任株萍铁路管理局行车部总司机，同年冬他在安源加入中国社会主义青年团。1922年1月，他帮助李立三办平民夜校。1922年2月，朱少连加入中国共产党。参与领导创建安源路矿工人俱乐部，被选为副主任（正主任是李立三）。同年9月，他同李立三、刘少奇共同领导安源路矿工人大罢工，他任罢工总指挥部副总指挥。同年10月，他任安源路矿工人俱乐部路局主任。同年11月他到长沙参加了粤汉铁路总工会成立大会，会后他提议成立湖南工团联合会筹备会议，他当选筹备委员会主席。同年12月他到湖北汉阳、大冶参与筹设汉冶萍总工会。1923年1月，他领导株洲转运局工人罢工，并取得了胜利。 同年6月，他出席了在广州举行的中国共产党第三次全国代表大会，并当选中央执行委员。
1925年5月，他参加了在广州举行的第二次全国劳动大会。同年9月，安源路矿工人俱乐部遭军阀破坏后，他组织了一些工人到广州参加革命，另一些工人转到农村进行农民运动。1926年3月，他在湖南醴陵主持创立了株萍铁路总工会，并当选为主任。同年5月，他到广州出席第三次全国劳动大会，当选为中华全国总工会执行委员。同年9月，北伐军占领安源，他领导创立了萍矿总工会，重新开展工人运动。同年12月，他参加了湖南省第一次工农代表大会。1927年7月，他任中共株洲地委宣传委员兼工运委员。
中国国民党清党后，他作为株洲转运局局长，暗中筹备发动武装起义。9月初，他任湖南工农革命军第一师第四团团长。9月12日，他领导株洲工人进行暴动，暴动遇到挫折后，他转往农村。1928年春，他组织了一个团的武装开赴井冈山，途中在攻打醴陵时遭到失败。此后，他回到衡阳朱家祠当小学教员。1929年1月4日，他重返安源，被国民党特务抓获并逮捕。
1929年1月8日，朱少连在萍乡被處決。